# Phallales
Ordre
Les Phallales sont un ordre qui regroupe des espèces de champignons basidiomycètes, gastéroïdes ou non, de la sous-classe des Phallomycetidae.  La famille des phallaceae comporte 27 genres et 88 espèces.

## Description et caractéristiques

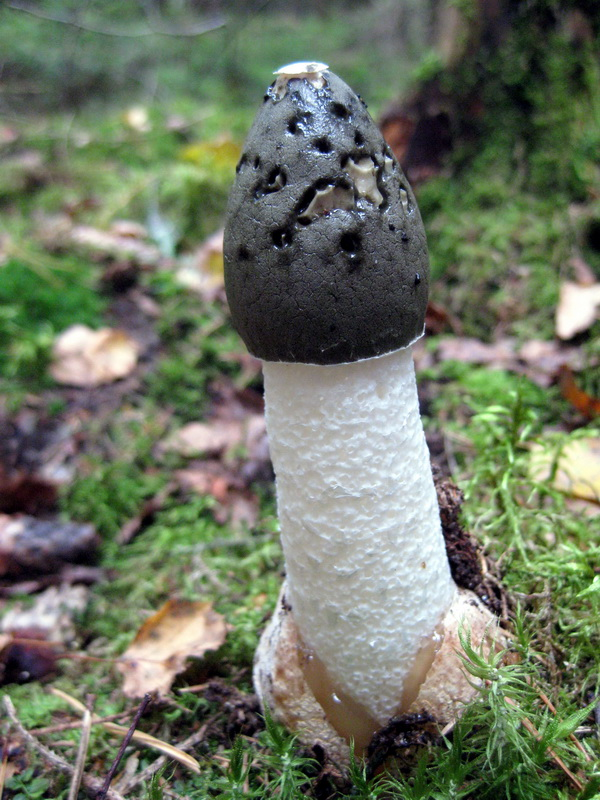
Phallus impudicus est une espèce commune en Europe et facilement reconnaissable.

Dans la conception classique, les Phallales E. Fisch. comprennent des espèces à basidiomes entièrement limités par un péridium membraneux laissant, après ouverture, une volve doublée dʼune couche gélatineuse, à gléba mucilagineuse, à odeur le plus souvent fétide à maturité.

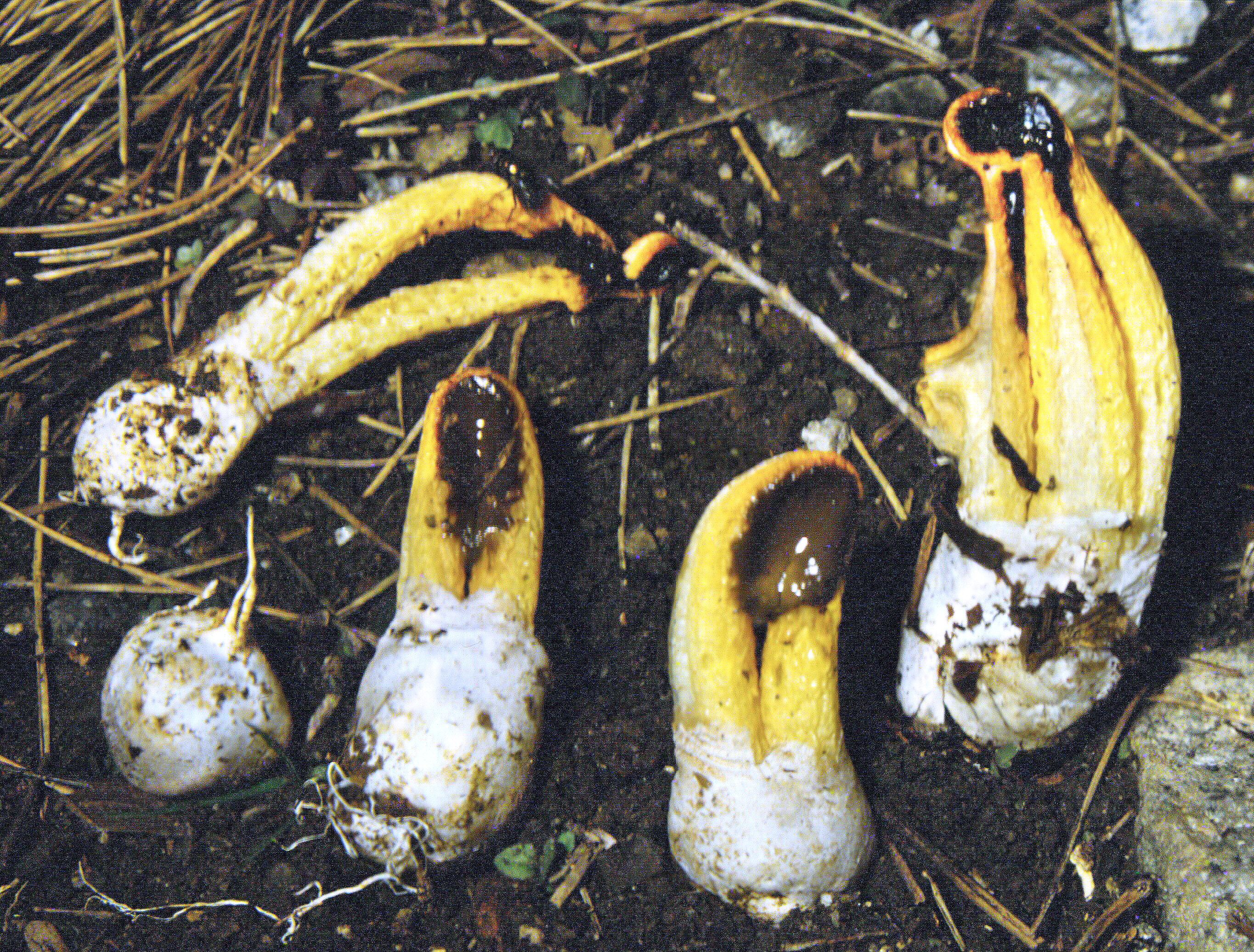
Clathrus bicolumnatus

Ses représentants offrent une large répartition géographique, surtout dans les forêts tropicales où ils jouent un rôle important dans la dégradation de la litière. Ces espèces sont capables de stratégies étonnantes pour disséminer leurs spores, le plus souvent avec l'aide d'insectes propagateurs.

## Classification Phylogénique
- Agaricomycetes
  - Clade des Auriculariales
  - Clade des Sebacinales
  - Clade des Cantharellales
  - Clade des Trechisporales
  - Phallomycetidae
    - Clade des Geastrales
    - Clade des Gomphales
    - Clade des Hysterangiales
    - Clade des Phallales
      - Claustulaceae
      - Phallaceae
        - Phallus impudicus

  - Agaricomycetidae

## Liste des familles
Selon BioLib (5 novembre 2020) :
- famille Claustulaceae G. Cunn.
- famille Phallaceae Corda
- genre Saprogaster Fogel & States
- genre Vandasia Velen.

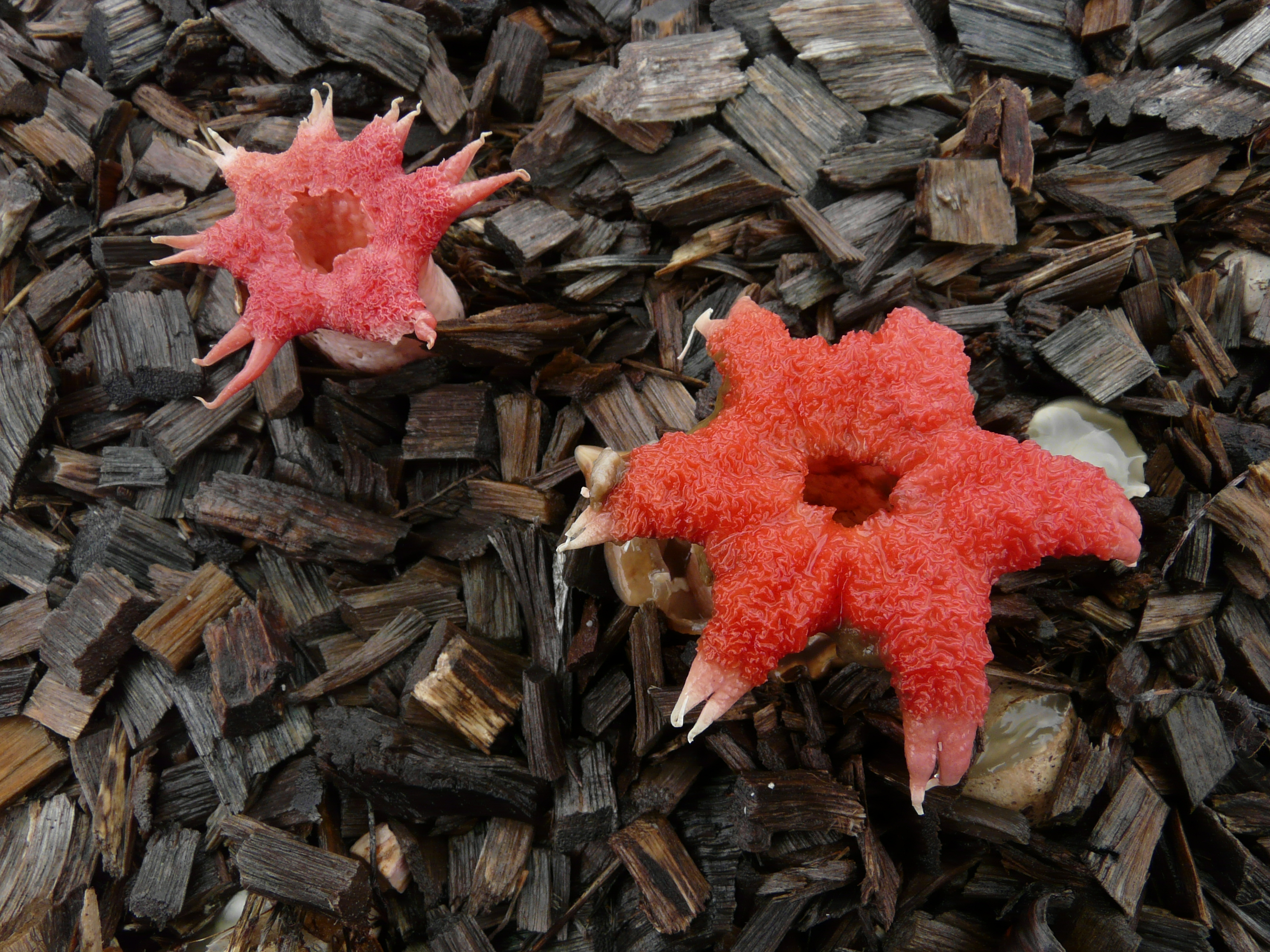
Aseroe rubra (Clathraceae)
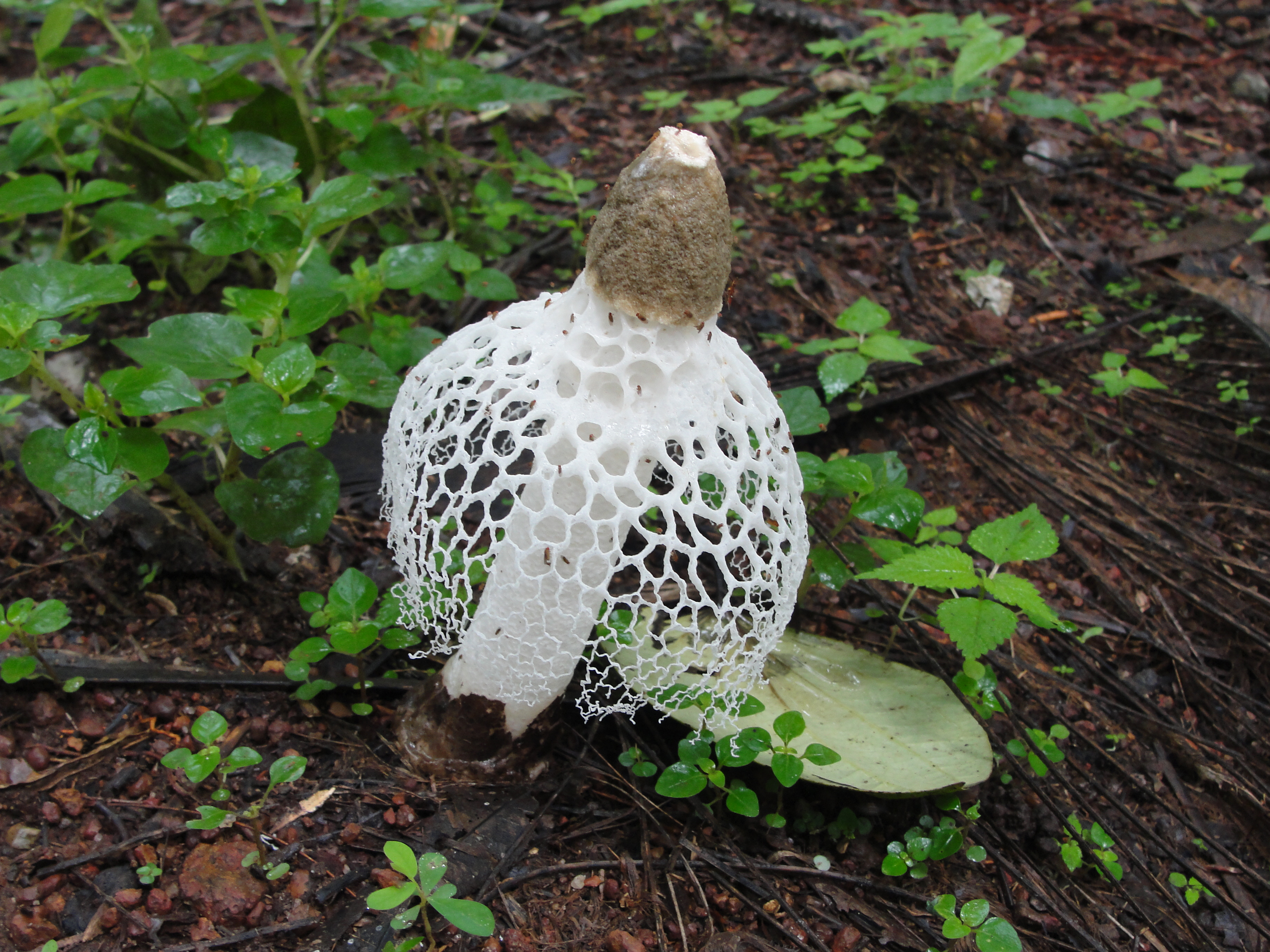
Phallus indusiatus (Phallaceae)

## Définition morphologique des Phallales
Le champignon éclot par la déchirure d'un péridium en forme d’œuf qui subsiste sous forme de volve enveloppant la base. Il est de forme très variée, en cloche, étoile, lanterne, etc. La gelée de spore, appelée gléba, de couleur vert olive plus ou moins foncé est mise à nu, laissant sur le carpophore des trainées ou des gouttes mucilagineuses d'odeur nauséabondes attirant les mouches et autres insectes.
Bien que faisant partie des basidiomycètes, les basides fondent très jeunes pour participer à la formation de la gelée fertile (il faut les observer dans l’œuf).
Les spores lisses, ellipsoïdales, allongées ne sont pas très utiles pour distinguer les espèces. Par contre, le nombre de stérigmates par baside (6, ou 8) est un bon critère dichotomique.
Les espèces européennes de cet ordre étaient réparties en deux familles :
1. Les Phallaceae dont la gléba se forme sur la partie externe du carpophore avec (ou sans) chapeau, non divisé. 23 Genres.
2. Les Clathraceae dont la gléba est sur la partie interne du carpophore divisé pour former des mailles, des colonnettes, des bras s'ouvrant, ou non, en étoile...

L'analyse cladistique ayant synonymisé les Clathracées on a ressuscité le taxon Claustulaceae pour y loger les quatre nouveaux genres et dix espèces issus de la nouvelle classification. 
- Genre Claustula
- Genre  Gelopellis
- Genre  Kjeldsenia
- Genre  Phlebogaster